# حمام شوده
حمام شوده مربوط به دوره قاجار است و در تفت، محله شوده واقع شده و این اثر در تاریخ ۱۱ مرداد ۱۳۸۴ با شمارهٔ ثبت ۱۲۳۴۸ به‌عنوان یکی از آثار ملی ایران به ثبت رسیده است.